# Римбер, Патрик
Патрик Римбер (фр. Patrick Rimbert; род. 20 июля 1944, Блен) — французский политик, мэр Нанта (2012—2014).

## Биография
Родился 20 июля 1944 года в Блене, отец — француз, мать — ирландка. Состоял в студенческой католической организации, позднее вступил во Французскую коммунистическую партию, затем в Объединённую социалистическую партию, а в 1978 году — в Социалистическую, став впоследствии близким соратником Жан-Марка Эро. В 1989 году последовал за Эро в Нант, где работал в городской администрации на разных должностях, а в 2001 году стал первым заместителем мэра Эро. 
В 1997 году избран в Национальное собрание Франции, победив Моник Папон из Союза за французскую демократию. В период парламентской карьеры стал инициатором закона о социальном жилье (Закон о солидарности и обновлении городов), в 2002 году лишился депутатского мандата, проиграв выборы представителю Союза за народное движение Жан-Пьеру Ле Ридану. 21 июня 2012 года избран мэром Нанта после отставки Эро.
30 марта 2014 года в Нанте состоялся второй тур муниципальных выборов, на которых социалисты во главе со своим новым лидером Жоанной Роллан победили с результатом 56,22 %, и 4 апреля 2014 года Роллан была избрана мэром, став первой в истории города женщиной на этой должности.